# Damasco '25
Damasco '25 (Sirocco) è un film del 1951 diretto da Curtis Bernhardt, con protagonista Humphrey Bogart.

## Trama
Damasco, 1925. Il mandato affidato alla Francia dall'ONU sulla Siria dopo la prima guerra mondiale è percepito come oppressivo innanzitutto dai patrioti siriani, che, sotto la guida dell'emiro Hassan organizzano una strenua resistenza ed un'ostinata guerriglia, ma crea indubbie difficoltà anche alla gente comune.
Le autorità di occupazione prendono contatti con alcuni faccendieri locali, facoltosi magnati che si approfittano dello stato di guerra e coprifuoco per trarne guadagni esorbitanti: fra di essi Harry Smith, un americano con un passato egualmente diviso fra azioni eroiche in guerra ed imprese illecite. Smith, in effetti, collabora con i francesi, e nello stesso tempo vende armi ai resistenti siriani. Le fila della sua vita, alla fine, saranno tenute in mano dagli uomini di Hassan.